# ایستگاه قطار شهری دفاع مقدس
ایستگاه قطار شهری دفاع مقدس (صفه) یکی از ایستگاه‌های خط ۱ متروی اصفهان است که در امتداد بزرگراه شهید وحید دستگردی (بزرگراه اصفهان - شیراز) و در جنوب پل دفاع مقدس قرار دارد. این ایستگاه در حال حاضر پایانه جنوبی خط ۱ است. 
ایستگاه بعدی در ضلع شمالی ایستگاه کوی امام قرار دارد.  ایستگاه دفاع مقدس در شمال ترمینال صفه واقع شده‌است، بنابراین به اتوبوس‌های متصل اصفهان به شهرهای استان و شهرهای دورتر مانند شیراز و بندرعباس متصل می‌شود. همچنین کوی سپاهان و منطقه گردشگری صفه در سمت غرب و کوی زیتون در سمت شرق این ایستگاه قرار دارند .